# 동광초등학교 (서울)
동광초등학교는 대한민국 서울특별시 금천구에 있는 사립 초등학교이다.

## 학교 연혁
- 2000년 9월 10일: 개교

## 참고 자료
- 동광초등학교 - 한국교육학술정보원 학교알리미